# 20-km-Gehen
20-km-Gehen ist ein olympische Leichtathletikdisziplin für Männer und Frauen und wird auf einer Straßenstrecke ausgetragen. Im Unterschied zu Läufern müssen Geher immer Bodenberührung haben, zumindest ohne für das menschliche Auge sichtbare Unterbrechung. Außerdem muss der Geher das vordere Bein vom Aufsetzen auf den Boden bis zum Erreichen der senkrechten Stellung gestreckt halten. Diese Vorschriften werden von Kampfrichtern während des Wettkampfes überwacht. Bei Feststellung eines Verstoßes beantragt der Kampfrichter die Disqualifikation des betroffenen Gehers. Die Anzahlen der für die Teilnehmer gestellten Disqualifikationsanträge (von verschiedenen Kampfrichtern) werden auf einer für Alle sichtbaren Tafel am Rand der Strecke notiert. Wenn für einen Sportler Disqualifikationsanträge von drei (oder mehr) Kampfrichtern gestellt worden sind, wird er disqualifiziert, wovon er durch Zeigen einer roten Kelle informiert wird. Außerdem haben die Kampfrichter beliebig oft die Möglichkeit, einen Sportler durch Zeigen einer gelben Kelle mit einem entsprechenden Symbol (Winkel bei mangelhafter Kniestreckung, Tilde (Welle) bei mangelhaftem Bodenkontakt) auf eine Unsauberkeit in seinem Gehstil, die aber noch nicht groß genug ist für einen Disqualifikationsantrag, hinzuweisen.
Die 20-km-Strecke ist die kürzere von zwei olympischen Disziplinen (neben dem 50-km-Gehen bis 2021). Dieselbe Strecke wird auch als Bahngehen ausgetragen und dann zur Unterscheidung als 20.000-Meter-Gehen bezeichnet. Bei den Deutschen Meisterschaften im 20-km-Gehen gibt es auch eine Mannschaftswertung. Dazu werden die Zeiten der drei besten Teilnehmer eines Vereins oder einer Startgemeinschaft addiert.
Die schnellsten Männer erreichen Zeiten um 1:17 Stunden, das entspricht 4,27 m/s oder 15,37 km/h.
Die schnellsten Frauen erreichen Zeiten um 1:26 Stunden, das entspricht 3,83 m/s oder 13,79 km/h.
Eine olympische Disziplin ist das 20-km-Gehen für Männer seit 1956 in Melbourne, für Frauen seit 2000 in Sydney.

## Geschichte
Das Sportgehen hat frühe Wurzeln in mehrtägigen Fußmärschen in England im 18. Jahrhundert.
Bei den englischen Meisterschaften wurde Gehen das erste Mal 1866 als 7-Meilen-Bahnwettbewerb ausgetragen.
In Deutschland wurden Ende des 19. Jahrhunderts Wettkämpfe über extreme Langstrecken ausgetragen. Beim Distanzgehen 1893 von Wien nach Berlin über eine Strecke von 578 Kilometern (Sieger: Arno Elsässer, Magdeburg in 154:35 h; Nachtruhe 22 bis 4 Uhr) war keine Gehtechnik vorgeschrieben, auch Laufen war erlaubt. Der Distanz-Marsch-Verein Berlin-Wien veranstaltete am 12. Mai 1894 ein 270-km-Gehen von Berlin nach Friedrichsruh (Sieger: Fritz Maag, reine Marschzeit: 58:53 h). Am 14. Oktober 1894 fand als Berliner Meisterschaft ein 100-km-Gehen statt (Sieger: Christian Clasen, 12:27:53 h).
Ins olympische Programm kam Gehen für Männer bei den Olympischen Zwischenspielen 1906 in Athen als 1500- und 3000-Meter-Bahngehen, danach auch bei den offiziellen Olympischen Spielen 1908 in London mit den Strecken 3500 Meter und 10 Meilen. 1928 in Amsterdam wurde das Gehen wegen der vielen Regelverstöße des Jahres 1924 in Paris gestrichen, 1932 in Los Angeles wieder als 50-km-Gehen ins Olympiaprogramm aufgenommen.
Bis Mitte der 20er-Jahre fanden Gehwettbewerbe in erster Linie auf der Aschenbahn statt. Mit dem Übergang zum Straßengehens bei den Olympischen Spielen 1924 in Paris verlor das Bahngehen an Bedeutung. 1934 beschloss die Internationale Leichtathletik-Föderation IAAF, nur noch auf der Bahn erzielte Zeiten als Rekord anzuerkennen. In Deutschland fanden Gehwettkämpfe bis 1945 fast nur auf der Straße statt.
Das 20-km-Gehen wurde als olympische Disziplin 1956 in Melbourne eingeführt. Frauen durften erstmals 1992 in Barcelona auf der 10-Kilometer-Strecke starten, seit 2000 gehen sie die 20-Kilometer-Strecke.
Die Streckenlänge der Geherdisziplinen bei Olympischen Spielen wurde mehrfach geändert:
Männer:
- 1906: Bahngehen 1500 und 3000 m
- 1908: Bahngehen 3500 m und 10 Meilen
- 1912: Bahngehen 10.000 m
- 1920: Bahngehen 3000 und 10.000 m
- 1924: Bahngehen 10.000 m
- 1932 und 1936: Straßengehen 50 km
- 1948 und 1952: Bahngehen 10.000 m und Straßengehen 50 km
- 1956 bis 1972: Straßengehen 20 und 50 km
- 1976: Straßengehen 20 km
- 1980 bis 2020: Straßengehen 20 und 50 km
- seit 2024: Straßengehen 20 km

Frauen:
- 1992 und 1996: Straßengehen 10 km
- seit 2000: Straßengehen 20 km

## Meilensteine
- Männer, in Bahnwettkämpfen erzielt:
  - erste Zeit unter 1:40 Stunden: 1:39:25 h,  Hermann Müller, 1909
  - erste Zeit unter 1:35 Stunden: 1:34:26,0 h,  Janis Dalins, 1933
  - erste Zeit unter 1:30 Stunden: 1:28:45,2 h,  Leonid Spirin, 1956
  - erste Zeit unter 1:25 Stunden: 1:24:45,0 h,  Bernd Kannenberg, 1974
  - erste Zeit unter 1:20 Stunden: 1:18:40,0 h,  Ernesto Canto, 1984
- Männer, in Straßenwettkämpfen erzielt:
  - erste Zeit unter 1:35 Stunden: 1:34:15 h,  Václav Balšán, 1933
  - erste Zeit unter 1:30 Stunden: 1:28:39 h,  Wladimir Guk, 1957
  - erste Zeit unter 1:25 Stunden: 1:24:50 h,  Paul Nihill, 1972
  - erste Zeit unter 1:20 Stunden: 1:19:35 h,  Domingo Colin, 1980
- Frauen, in Bahnwettkämpfen erzielt:
  - erste Zeit unter 1:35 Stunden: 1:30:48 h,  Rossella Giordano, 2000
  - erste Zeit unter 1:30 Stunden: 1:26:52 h,  Olimpiada Iwanowa, 2001
- Frauen, in Straßenwettkämpfen erzielt:
  - erste Zeit unter 2 Stunden: 1:59:01 h,  Lina Aebersold, 1934
  - erste Zeit unter 1:50 Stunden: 1:47:09 h,  Margareta Simu, 1973
  - erste Zeit unter 1:40 Stunden: 1:39:31 h,  Susan Cook, 1981
  - erste Zeit unter 1:35 und 1:30 Stunden: 1:29:40 h,  Kerry Saxby-Junna, 1988
  - erste Zeit unter 1:25 Stunden: 1:24:50 h,  Olimpiada Iwanowa, 2001

## Erfolgreichste Sportler
- zwei Olympiasiege:
  -  Ugo Frigerio, 1920 und 1924, jeweils im 10.000-Meter-Gehen
  -  John Mikaelsson, 1948 und 1952, jeweils im 10.000-Meter-Gehen
  -  Wolodymyr Holubnytschyj, 1960 und 1968, außerdem Olympiadritter 1964
- drei Weltmeistertitel:
  -  Jefferson Perez, 2003, 2005 und 2007
- zwei Weltmeistertitel:
  -  Maurizio Damilano, 1987 und 1991
- erfolgreichste Deutsche:
  -  Hartwig Gauder, Olympiasieger 1980, Weltmeistertitel 1987
  -  Peter Frenkel, Olympiasieger 1972, Olympiadritter 1976
  -  Hans-Georg Reimann, Olympiazweiter 1976, Olympiadritter 1972
  -  Dieter Lindner, Olympiazweiter 1964
  -  Ronald Weigel, Olympiazweiter 1988
  -  Roland Wieser, Olympiadritter 1980

## Statistik

### Medaillengewinner der Olympischen Spiele

#### Männer
| Jahr | Goldmedaille            | Silbermedaille             | Bronzemedaille          |
| ---- | ----------------------- | -------------------------- | ----------------------- |
| 1956 | Leonid Spirin           | Antanas Mikėnas            | Bruno Junk              |
| 1960 | Wolodymyr Holubnytschyj | Noel Freeman               | Stan Vickers            |
| 1964 | Ken Matthews            | Dieter Lindner             | Wolodymyr Holubnytschyj |
| 1968 | Wolodymyr Holubnytschyj | José Pedraza               | Nikolai Smaga           |
| 1972 | Peter Frenkel           | Wolodymyr Holubnytschyj    | Hans-Georg Reimann      |
| 1976 | Daniel Bautista         | Hans-Georg Reimann         | Peter Frenkel           |
| 1980 | Maurizio Damilano       | Pjotr Potschintschuk       | Roland Wieser           |
| 1984 | Ernesto Canto           | Raúl González              | Maurizio Damilano       |
| 1988 | Jozef Pribilinec        | Ronald Weigel              | Maurizio Damilano       |
| 1992 | Daniel Plaza            | Guillaume LeBlanc          | Giovanni De Benedictis  |
| 1996 | Jefferson Pérez         | Ilja Markow                | Bernardo Segura         |
| 2000 | Robert Korzeniowski     | Noé Hernández              | Wladimir Andrejew       |
| 2004 | Ivano Brugnetti         | Francisco Javier Fernández | Nathan Deakes           |
| 2008 | Waleri Bortschin        | Jefferson Pérez            | Jared Tallent           |
| 2012 | Chen Ding               | Erick Barrondo             | Wang Zhen               |
| 2016 | Wang Zhen               | Cai Zelin                  | Dane Bird-Smith         |
| 2020 | Massimo Stano           | Koki Ikeda                 | Toshikazu Yamanishi     |
| 2024 | Brian Pintado           | Caio Bonfim                | Álvaro Martín           |

#### Frauen
| Jahr | Goldmedaille         | Silbermedaille           | Bronzemedaille |
| ---- | -------------------- | ------------------------ | -------------- |
| 2000 | Wang Liping          | Kjersti Plätzer          | María Vasco    |
| 2004 | Athanasia Tsoumeleka | Olimpiada Iwanowa        | Jane Saville   |
| 2008 | Olga Kaniskina       | Kjersti Plätzer          | Elisa Rigaudo  |
| 2012 | vakant               | Qoijing Gyi              | Liu Hong       |
| 2016 | Liu Hong             | María Guadalupe González | Lü Xiuzhi      |
| 2020 | Antonella Palmisano  | Sandra Arenas            | Liu Hong       |
| 2024 | Yang Jiayu           | María Pérez García       | Jemima Montag  |

### Medaillengewinner der Weltmeisterschaften

#### Männer
| Jahr | Goldmedaille        | Silbermedaille             | Bronzemedaille      |
| ---- | ------------------- | -------------------------- | ------------------- |
| 1983 | Ernesto Canto       | Jozef Pribilinec           | Jewgeni Jewsjukow   |
| 1987 | Maurizio Damilano   | Jozef Pribilinec           | Josep Marín         |
| 1991 | Maurizio Damilano   | Michail Schtschennikow     | Jewgeni Misjulja    |
| 1993 | Valentí Massana     | Giovanni De Benedictis     | Daniel Plaza        |
| 1995 | Michele Didoni      | Valentí Massana            | Jewgeni Misjulja    |
| 1997 | Daniel García       | Michail Schtschennikow     | Michail Chmelnitski |
| 1999 | Ilja Markow         | Jefferson Pérez            | Daniel García       |
| 2001 | Roman Raskasow      | Ilja Markow                | Wiktor Burajew      |
| 2003 | Jefferson Pérez     | Francisco Javier Fernández | Roman Raskasow      |
| 2005 | Jefferson Pérez     | Francisco Javier Fernández | Juan Manuel Molina  |
| 2007 | Jefferson Pérez     | Francisco Javier Fernández | Hatem Ghoula        |
| 2009 | Waleri Bortschin    | Wang Hao                   | Eder Sánchez        |
| 2011 | Waleri Bortschin    | Wladimir Kanajkin          | Luis Fernando López |
| 2013 | Alexander Iwanow    | Chen Ding                  | Miguel Ángel López  |
| 2015 | Miguel Ángel López  | Wang Zhen                  | Benjamin Thorne     |
| 2017 | Eider Arévalo       | Sergei Schirobokow         | Caio Bonfim         |
| 2019 | Toshikazu Yamanishi | Wassili Misinow            | Perseus Karlström   |
| 2022 | Toshikazu Yamanishi | Kōki Ikeda                 | Perseus Karlström   |
| 2023 | Álvaro Martín       | Perseus Karlström          | Caio Bonfim         |

#### Frauen
| Jahr | Goldmedaille         | Silbermedaille           | Bronzemedaille        |
| ---- | -------------------- | ------------------------ | --------------------- |
| 1999 | Liu Hongyu           | Wang Yan                 | Kerry Saxby-Junna     |
| 2001 | Olimpiada Iwanowa    | Waljanzina Zybulskaja    | Elisabetta Perrone    |
| 2003 | Jelena Nikolajewa    | Gillian O’Sullivan       | Waljanzina Zybulskaja |
| 2005 | Olimpiada Iwanowa    | Ryta Turawa              | Susana Feitor         |
| 2007 | Olga Kaniskina       | Tatjana Schemjakina      | María Vasco           |
| 2009 | Olive Loughnane      | Liu Hong                 | Anissja Kirdjapkina   |
| 2011 | Liu Hong             | Elisa Rigaudo            | Qoijing Gyi           |
| 2013 | Liu Hong             | Sun Huanhuan             | Elisa Rigaudo         |
| 2015 | Liu Hong             | Lü Xiuzhi                | Ljudmyla Oljanowska   |
| 2017 | Yang Jiayu           | María Guadalupe González | Antonella Palmisano   |
| 2019 | Liu Hong             | Qoijing Gyi              | Yang Liujing          |
| 2022 | Kimberly García León | Katarzyna Zdziebło       | Qoijing Gyi           |
| 2023 | María Pérez García   | Jemima Montag            | Antonella Palmisano   |

### Weltrekordentwicklung

#### Männer
| Zeit (h) | Name                       | Datum              | Ort              |
| -------- | -------------------------- | ------------------ | ---------------- |
| 1:38:43  | Hermann Müller             | 4. Oktober 1911    | Berlin           |
| 1:37:57  | Émile Anthoine             | 13. Juli 1913      | Paris            |
| 1:34:15  | Václav Balšán              | 13. August 1933    | Ceský Brod       |
| 1:33:25  | Fritz Bleiweiss            | 7. Juni 1936       | Fürstenwalde     |
| 1:32:12  | John Mikaelsson            | 30. Mai 1937       | Malmö            |
| 1:31:44  | John Mikaelsson            | 10. Juni 1946      | Stockholm        |
| 1:31:21  | Josef Doležal              | 5. Juni 1955       | Prag             |
| 1:30:36  | Wolodymyr Holubnytschyj    | 23. September 1955 | Kiew             |
| 1:30:00  | Josef Doležal              | 25. Juli 1956      | Prag             |
| 1:28:39  | Wladimir Guk               | 13. April 1957     | Kiew             |
| 1:27:29  | Leonid Spirin              | 7. Juli 1959       | Moskau           |
| 1:27:04  | Wolodymyr Holubnytschyj    | 5. Juli 1959       | Moskau           |
| 1:25:58  | Anatoli Wedjakow           | 6. September 1959  | Moskau           |
| 1:25:22  | Gennadi Agapow             | 21. Juli 1968      | Leningrad        |
| 1:25:19  | Gennadi Agapow             | 7. Mai 1972        | Berlin           |
| 1:24:50  | Paul Nihill                | 30. Juli 1972      | Douglas          |
| 1:23:40  | Daniel Bautista            | 30. Mai 1976       | Bydgoszcz        |
| 1:23:30  | Anatolij Solomin           | 19. Juli 1978      | Vilnius          |
| 1:23:12  | Roland Wieser              | 30. August 1978    | Prag             |
| 1:22:19  | Wadim Zwetkow              | 13. Mai 1979       | Klaipėda         |
| 1:22:16  | Daniel Bautista            | 19. Mai 1979       | Valencia         |
| 1:21:04  | Daniel Bautista            | 9. Juni 1976       | Vretstorp        |
| 1:21:01  | Reima Salonen              | 9. September 1979  | Raisio           |
| 1:21:00  | Daniel Bautista            | 30. März 1980      | Xalapa           |
| 1:19:35  | Domingo Colin              | 27. April 1980     | Tscherkassy      |
| 1:19:30  | Jozef Pribilinec           | 24. September 1983 | Bergen           |
| 1:19:24  | Carlos Mercenario          | 3. Mai 1987        | New York City    |
| 1:19:12  | Axel Noack                 | 21. Juni 1987      | Karl-Marx-Stadt  |
| 1:19:08  | Michail Schtschennikow     | 30. Juli 1988      | Kiew             |
| 1:18:20  | Andrei Perlow              | 26. Mai 1990       | Moskau           |
| 1:18:13  | Pavol Blažek               | 16. September 1990 | Hildesheim       |
| 1:18:04  | Bu Lingtang                | 7. April 1994      | Peking           |
| 1:17:46  | Julio René Martínez        | 8. Mai 1999        | Eisenhüttenstadt |
| 1:17:22  | Francisco Javier Fernández | 28. April 2002     | Turku            |
| 1:17:21  | Jefferson Pérez            | 23. August 2003    | Paris            |
| 1:17:16  | Wladimir Kanaikin          | 29. September 2007 | Saransk          |
| 1:16:36  | Yūsuke Suzuki              | 15. März 2015      | Nomi             |

#### Frauen
| Zeit (h) | Name                | Datum              | Ort        |
| -------- | ------------------- | ------------------ | ---------- |
| 2:24:00  | Antonie Briksová    | 6. September 1931  | Prag       |
| 2:14:07  | Antonie Odvárková   | 14. September 1931 | Prag       |
| 1:59:02  | Lina Aebersold      | 9. Juni 1934       | Zürich     |
| 1:57:35  | Marie van Tonder    | 28. Juli 1962      | Kapstadt   |
| 1:57:26  | Irma Hansson        | 27. Oktober 1963   | Kopenhagen |
| 1:54:30  | Irma Hansson        | 22. Oktober 1967   | Kopenhagen |
| 1:53:46  | Karin Möller        | 27. Oktober 1968   | Kopenhagen |
| 1:51:05  | Irma Hansson        | 12. Oktober 1969   | Kopenhagen |
| 1:47:10  | Margareta Simu      | 22. September 1973 | Kopenhagen |
| 1:43:38  | Lilian Harpur       | 16. Juli 1977      | Adelaide   |
| 1:43:20  | Thorill Gylder      | 23. April 1978     | Mixhuca    |
| 1:41:42  | Susan Cook          | 3. Februar 1980    | Melbourne  |
| 1:39:31  | Susan Cook          | 20. Dezember 1981  | Melbourne  |
| 1:36:36  | Susan Cook          | 19. Dezember 1982  | Melbourne  |
| 1:36:23  | Susan Cook          | 7. Juli 1984       | Canberra   |
| 1:36:19  | Sally Pierson       | 17. Juli 1984      | Melbourne  |
| 1:29:40  | Kerry Saxby         | 13. Mai 1988       | Värname    |
| 1:27:30  | Nadeshda Rjaschkina | 7. Februar 1999    | Adler      |
| 1:27:30  | Liu Hongyu          | 1. Mai 1995        | Peking     |
| 1:25:18  | Tatjana Gudkowa     | 19. Mai 2000       | Moskau     |
| 1:24:50  | Olimpiada Iwanowa   | 4. März 2001       | Adler      |
| 1:24:47  | Elmira Alembekowa   | 27. Februar 2015   | Sotschi    |
| 1:24:38  | Liu Hong            | 6. Juni 2015       | A Coruña   |

### Weltbestenliste

#### Männer
Alle Geher mit einer Leistung von 1:18:27 Stunden oder schneller.
Letzte Veränderung: 19. August 2023
1. 1:16:36 h  Yūsuke Suzuki, Nomi, 15. März 2015
2. 1:16:43 h  Sergei Morosow, Saransk, 8. Juni 2008[1]
3. 1:16:54 h  Wang Kaihua, Huangshan, 20. März 2021
4. 1:17:02 h  Yohann Diniz, Arles, 8. März 2015 (Europarekord)
5. 1:17:15 h  Toshikazu Yamanishi, Nomi, 17. März 2019
6. 1:17:16 h  Wladimir Kanaikin, Saransk, 29. September 2007
7. 1:17:21 h  Jefferson Pérez, Paris, 23. August 2003
8. 1:17:22 h  Francisco Javier Fernández, Turku, 28. April 2002
9. 1:17:23 h  Wladimir Stankin, Adler, 8. Februar 2004
10. 1:17:24 h  Masatora Kawano, Nomi, 17. März 2019
11. 1:17:25 h  Sergei Schirobokow, Tscheboksary, 9. Juni 2018
12. 1:17:25 h  Koki Ikeda, Nomi, 17. März 2019
13. 1:17:26 h  Eiki Takahashi, Kōbe, 18. Februar 2018
14. 1:17:32 h  Álvaro Martín, Budapest, 19. August 2023
15. 1:17:33 h  Nathan Deakes, Cixi, 23. April 2005
16. 1:17:36 h  Wang Zhen, Taicang, 30. März 2012
17. 1:17:38 h  Waleri Bortschin, Adler, 28. Februar 2009
18. 1:17:39 h  Cai Zelin, Huangshan, 20. März 2021
19. 1:17:39 h  Zhang Jun, Huangshan, 20. März 2021
20. 1:17:39 h  Perseus Karlström, Budapest, 19. August 2023
21. 1:17:40 h  Chen Ding, Taicang, 30. März 2012
22. 1:17:41 h  Zhu Hongjun, Cixi, 23. April 2005
23. 1:17:45 h  Massimo Stano, A Coruña, 8. Juni 2019
24. 1:17:46 h  Julio René Martínez, Eisenhüttenstadt, 8. Mai 1999
25. 1:17:46 h  Daisuke Matsunaga, Kōbe, 18. Februar 2018
26. 1:17:47 h  Caio Bonfim, Budapest, 19. August 2023
27. 1:17:52 h  Isamu Fujisawa, Nomi, 17. März 2019
28. 1:17:53 h  Cui Zhide, Cixi, 23. April 2005
29. 1:17:56 h  Alejandro López, Eisenhüttenstadt, 8. Mai 1999
30. 1:18:03 h  Evan Dunfee, Budapest, 19. August 2023
31. 1:18:06 h  Wiktor Burajew, Adler, 4. März 2001
32. 1:18:06 h  Wladimir Parwatkin, Sotschi, 12. März 2005
33. 1:18:06 h  Roman Rasskasow, Saint-Denis, 23. August 2003
34. 1:18:07 h  Li Gaobo, Cixi, 23. April 2005
35. 1:18:12 h  Artur Meljaschkewitsch, Brest, 10. März 2001
36. 1:18:12 h  Christopher Linke, Budapest, 19. August 2023 (deutscher Rekord)
37. 1:18:13 h  Pavol Blažek, Hildesheim, 16. September 1990
38. 1:18:13 h  Hao Wang, Jinan, 22. Oktober 2009
39. 1:18:14 h  Michail Chmelnitski, Salihorsk, 13. Mai 2000
40. 1:18:14 h  Noé Hernández, Saint-Denis, 23. August 2003
41. 1:18:17 h  Ilja Markow, Sotschi, 12. März 2005
42. 1:18:18 h  Sergei Bakulin, Adler, 23. Februar 2008
43. 1:18:20 h  Andrei Perlow, Moskau 26. Mai 1990
44. 1:18:22 h  Robert Korzeniowski, Hildesheim, 9. Juli 2000
45. 1:18:22 h  Veli Matti Partanen, Budapest, 19. August 2023
46. 1:18:24 h  Alex Schwazer, Lugano, 14. März 2010
47. 1:18:25 h  Erick Barrondo, Lugano, 18. März 2012
48. 1:28:26 h  Brian Daniel Pintado, Budapest, 19. August 2023
49. 1:18:27 h  Daniel García, Poděbrady, 19. April 1997
50. 1:18:27 h  Xing Shucai, Cixi, 23. April 2005

- österreichischer Rekord: 1:25:46 h Martin Toporek, Frederikstad, 9. Juni 1984
- Schweizer Rekord: 1:25:55 h Pascal Charrière, Monthey, 22. Mai 1999

#### Frauen
Alle Geherinnen mit einer Leistung von 1:27:09 Stunden oder schneller.
Stand: 1. August 2024
1. 1:23:49 h  Yang Jiayu, Huangshan, 20. März 2021
2. 1:24:27 h  Liu Hong, Huangshan, 20. März 2021
3. 1:24:45 h  Qoijing Gyi, Huangshan, 20. März 2021
4. 1:24:47 h  Elmira Alembekowa, Sotschi, 27. Februar 2015 (Europarekord)
5. 1:24:50 h  Olimpiada Iwanowa, Adler, 4. März 2001
6. 1:24:56 h  Olga Kaniskina, Adler, 28. Februar 2009
7. 1:25:02 h  Jelena Laschmanowa, London, 11. August 2012
8. 1:25:03 h  Marina Pandakowa, Sotschi, 27. Februar 2015
9. 1:25:04 h  Swetlana Wassiljewa, Sotschi, 27. Februar 2015
10. 1:25:08 h  Wera Sokolowa, Sotschi, 26. Februar 2011
11. 1:25:09 h  Anisja Kirdjapkina, Sotschi, 26. Februar 2011
12. 1:25:12 h  Lü Xiuzhi, Peking, 20. März 2015
13. 1:25:18 h  Tatjana Gudkowa, Moskau, 19. Mai 2000
14. 1:25:20 h  Olga Poljakowa, Moskau, 19. Mai 2000
15. 1:25:22 h  Jekaterina Medwedewa, Sotschi, 18. Februar 2017
16. 1:25:29 h  Irina Stankina, Moskau, 19. Mai 2000
17. 1:25:29 h  Glenda Morejón, A Coruña, 8. Juni 2019
18. 1:25:32 h  Jelena Schumkina, Adler, 28. Februar 2009
19. 1:25:46 h  Tatjana Schemjakina, Adler, 23. Februar 2008
20. 1:25:52 h  Larissa Jemeljanowa, Adler, 28. Februar 2009
21. 1:25:52 h  Tatjana Sibilewa, Sotschi, 20. Februar 2010
22. 1:25:59 h  Tamara Kowalenko, Moskau, 19. Mai 2000
23. 1:26:11 h  Ryta Turawa, Njaswisch, 15. April 2006
24. 1:26:14 h  Irina Petrowa, Adler, 19. Februar 2006
25. 1:26:16 h  Ljudmila Archipowa, Adler, 23. Februar 2008
26. 1:26:17 h  Eleonora Giorgi, Murcia, 17. Mai 2015
27. 1:26:17 h  María Guadalupe González, Rom, 7. Mai 2016
28. 1:26:22 h  Wang Yan, Guangzhou, 19. November 2001
29. 1:26:22 h  Jelena Nikolajewa, Tscheboksary, 18. Mai 2003
30. 1:26:23 h  Wang Liping, Guangzhou, 19. November 2001
31. 1:26:25 h  Jemima Montag, Paris, 01. August 2024
32. 1:26:27 h  Sofja Brodazkaja, Sotschi, 18. Februar 2017
33. 1:26:28 h  Irina Pudowkina, Adler, 12. März 2005
34. 1:26:29 h  Wang Na, Huangshan, 4. März 2017
35. 1:26:35 h  Liu Hongyu, Guangzhou, 19. November 2001
36. 1:26:36 h  Tatjana Kalmykowa, Saransk, 8. Juni 2008
37. 1:26:36 h  Antonella Palmisano, London, 13. August 2017
38. 1:26:36 h  María Pérez García, Berlin, 11. August 2018
39. 1:26:43 h  Elwira Chasanowa, Sotschi, 17. Februar 2020
40. 1:26:45 h  Reichan Kagramanowa, Sotschi, 19. Februar 2021
41. 1:26:46 h  Song Hongjuan, Guangzhou, 20. März 2004
42. 1:26:47 h  Irina Jumanowa, Adler, 18. Februar 2012
43. 1:26:47 h  Klawdija Afanassjewa, Tscheboksary, 25. Juni 2016
44. 1:26:50 h  Natalja Fedoskina, Dudince, 19. Mai 2001
45. 1:26:53 h  Anežka Drahotová, Murcia, 17. Mai 2015
46. 1:26:57 h  Ljudmila Jefimkina, Adler, 19. Februar 2006
47. 1:26:59 h  Érica de Sena, London, 13. August 2017
48. 1:27:03 h  Lorena Arenas, Paris, 1. August 2024
49. 1:27:07 h  Kjersti Plätzer, Peking, 21. August 2008
50. 1:27:09 h  Elisabetta Perrone, Dudince, 19. Mai 2001
51. 1:27:09 h  Ljudmyla Oljanowska, Murcia, 17. Mai 2015

- deutscher Rekord: 1:27:56 h Sabine Zimmer, Hildesheim, 5. Juni 2004
- Schweizer Rekord: 1:32:36 h Marie Polli, Lugano, 8. März 2009
- österreichischer Rekord: 1:49:18 h Viera Toporek, Wien, 5. Oktober 2003